# Goulburn
Goulburn je město v jižní části australského spolkového státu Nový Jižní Wales. Nachází se asi 195 kilometrů jihozápadně od Sydney a 90 kilometrů severovýchodně od Canberry. Goulburn má populaci 23 835 lidí (údaj k červnu 2018). Městem prochází Hlavní jižní železniční trať, vedoucí ze Sydney do Albury.

## Etymologie
Město je pojmenováno geometrem Jamesem Meehanem po Henrym Goulburnovi, státním podsekretářovi války a kolonií (kromě jiného).

## Historie
Důležitou osobou v raném rozvoji města byl George Johnson. Ten koupil mezi lety 1839 a 1842 první pozemky, na kterých postavil například obchod s licencí na lihoviny (1848). V při sčítání roce 1841 bylo napočítáno 665 obyvatel, z toho 444 mužů a 211 žen. O šest let později se již jejich počet zvýšil na 1 171 (686 mužů a 485 žen). Město v té době mělo svůj soud, policejní stanici, několik kostelů, nemocnici a poštu. Město také bylo centrem zemědělské oblasti (zejména farmářství a chov ovcí). V roce 1858 zde byla také otevřena škola.
Telegrafní stanice byla otevřena v roce 1862, to již město dosahovalo populace 1 500 občanů. Kromě toho zde již bylo postaveno kovářství, dva hotely a několik domů. O rok později byl Goulburn ustanoven městem.

## Obyvatelstvo
S přihlédnutím ke sčítání v roce 2016 zde žilo 22 890 lidí, z toho:
- 4,3% jsou domorodí obyvatelé
- 83,7% obyvatel bylo narozeno v Austrálii. V Anglii bylo narozeno 1,9% lidí, v Novém Zélandu 1%, v Indii 0,6% a na Filipínách také 0,6%.
- 86,7% obyvatel mluví doma pouze anglicky.
- 28,7% jsou katolíci, 25,3% anglikáni a bez víry je 20,7%.[4]

## Galerie

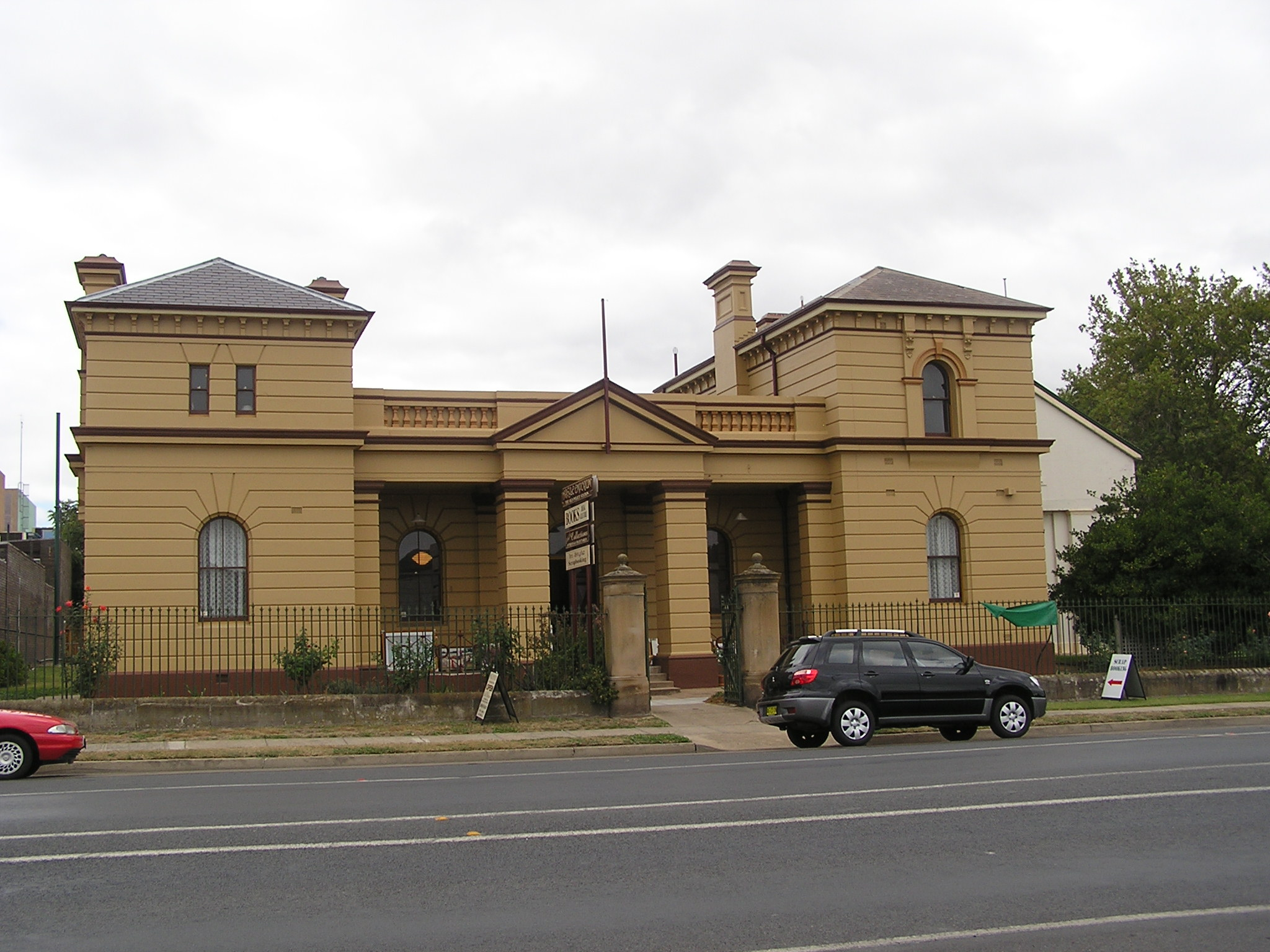
Bývalá policejní stanice otevřená v roce 1885
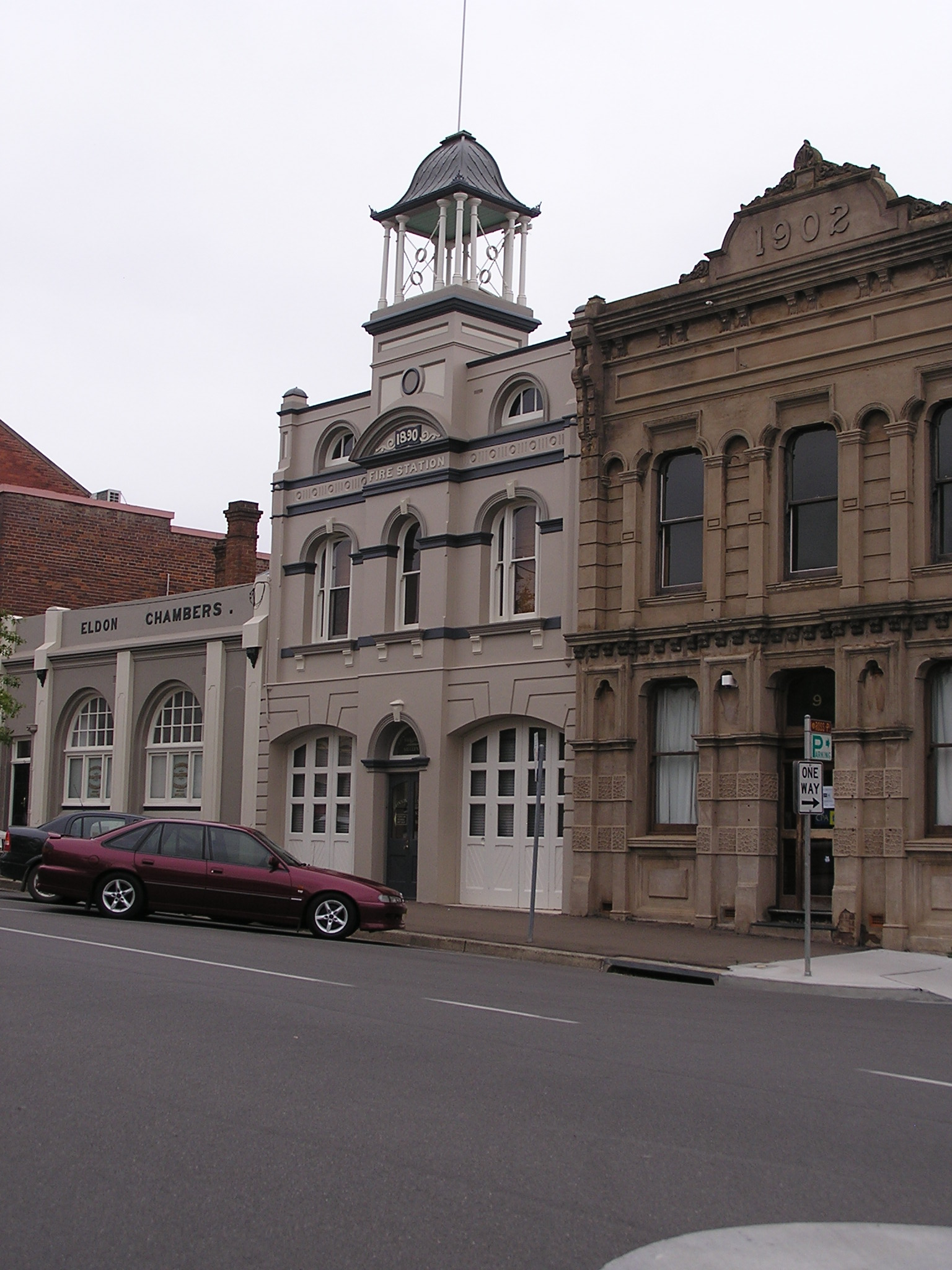
Stará požární stanice, dokončeno 1890
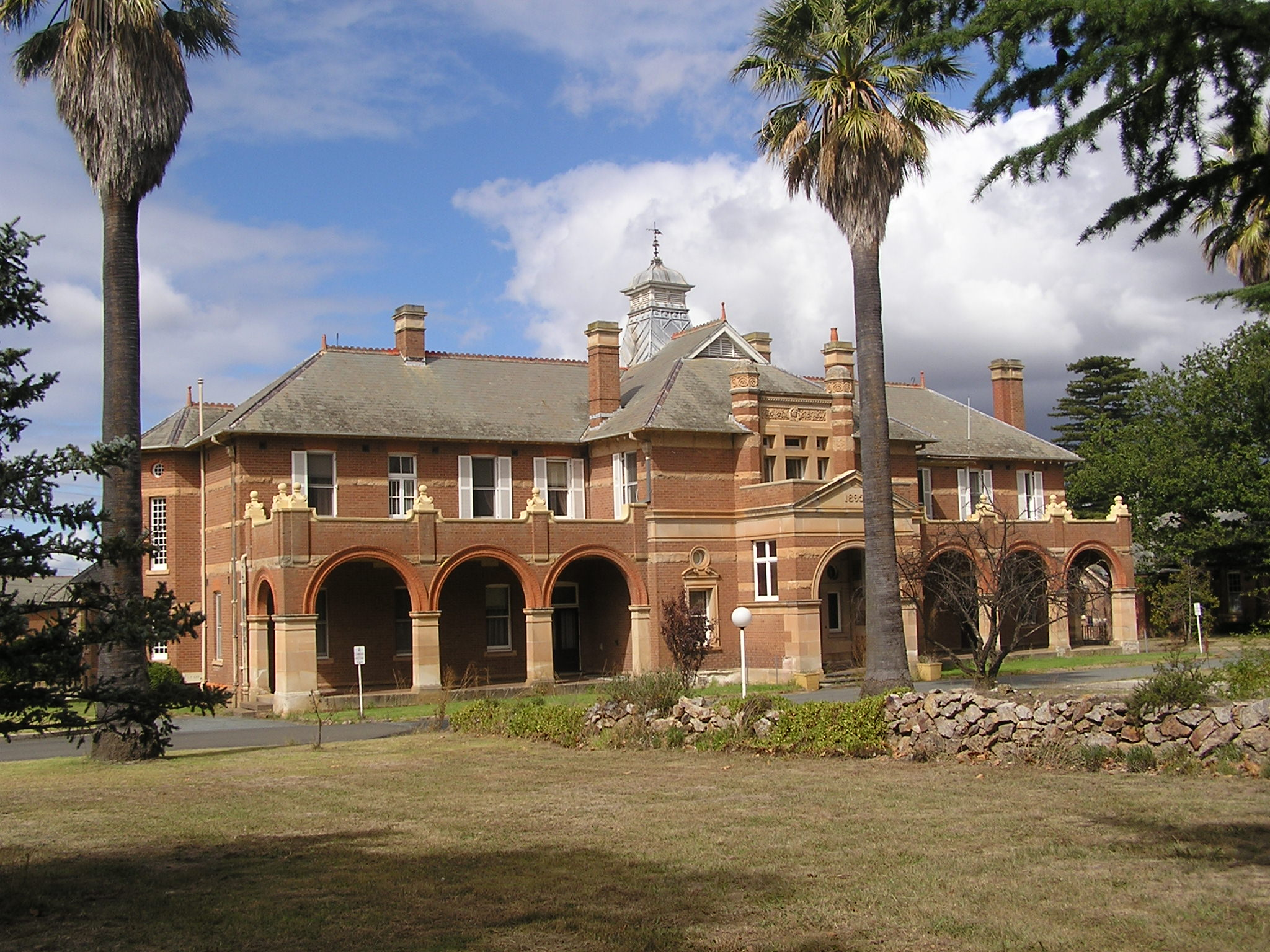
Nemocnice, dokončeno 1894
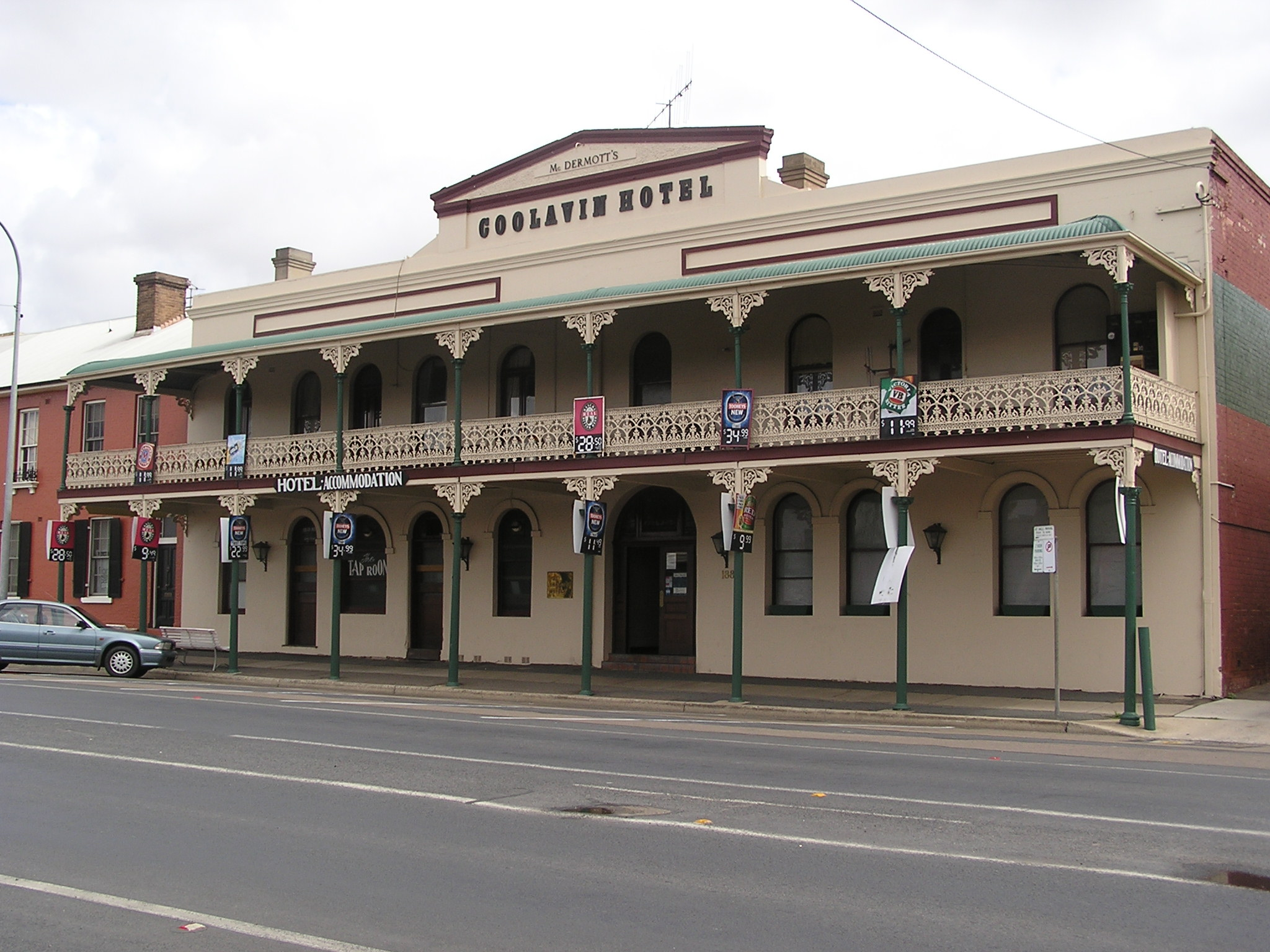
Hotel, dokončen 1850, avšak nynější průčelí byla uděláno až v 80. letech 19. století
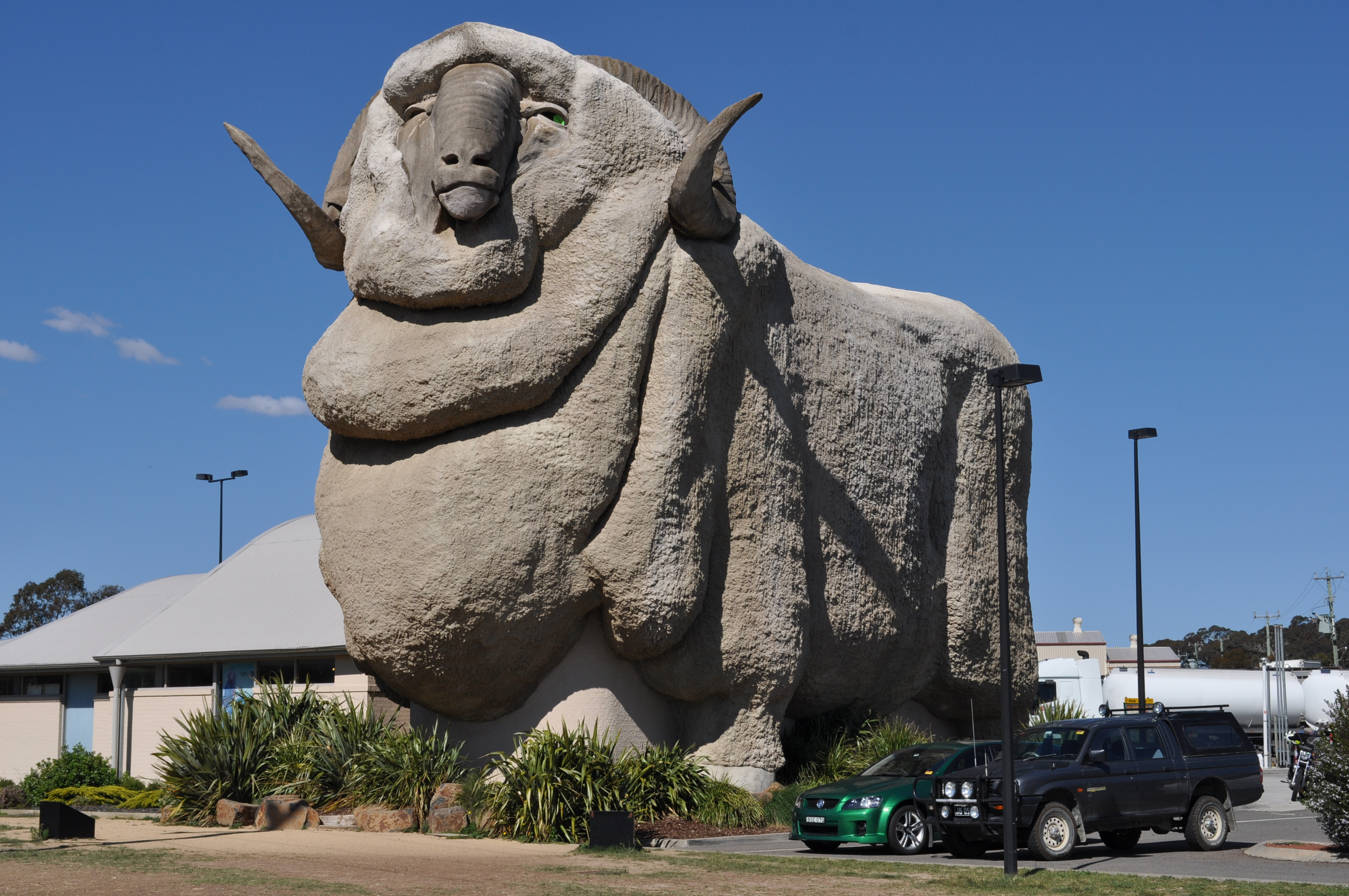
Velké merino, socha oslavující důležitost města v oblasti obchodu s vlnou